# فرودگاه منطقه‌ای چیپوا ولی
فرودگاه منطقه‌ای چیپوا ولی (به انگلیسی: Chippewa Valley Regional Airport) یک فرودگاه همگانی بهره‌برداری هوایی با کد یاتا EAU است که یک باند فرود بتن دارد و طول باند آن ۲۴۶۹ متر است. این فرودگاه در شهر ایوکلیر، ویسکانسین کشور ایالات متحده آمریکا قرار دارد و در ارتفاع ۲۷۸ متری از سطح دریا واقع شده‌است.